# Adoration (film)
Pour les articles homonymes, voir Adoration (homonymie).
Pour plus de détails, voir Fiche technique et Distribution.
Adoration est un film canadien réalisé par Atom Egoyan, sorti en 2008.

## Synopsis
Simon, un collégien orphelin élevé par son oncle Tom, raconte à ses condisciples l'histoire de ses parents: sa mère, violoniste d'exception, et son père, qui l'a envoyée, enceinte, en avion en Israël où il devait la rejoindre. Mais il lui avait menti…
Le récit de Simon, répercuté par ses camarades de classe, puis des parents et des enseignants, déclenche l'émoi parmi beaucoup de gens. Plus encore lorsqu'il le diffuse sur Internet, ce qui déclenche le renvoi de sa professeur de français, également professeur de théâtre, qui l'avait poussé à raconter l'histoire.
Le récit de Simon est-il sincère? Son père était-il un terroriste qui a tué sa mère? Son oncle Tom sait-il des choses sur son grand-père et la mort de la mère de Simon? Le film joue sur des mensonges et des dévoilements successifs.

## Fiche technique
- Titre : Adoration
- Réalisation et scénario : Atom Egoyan
- Musique : Mychael Danna
- Durée : 100 minutes
- Pays : Canada
- Date de sortie : 15 avril 2009 (France)

## Distribution
Légende : Version Québécoise = VQ
- Devon Bostick (VQ : Xavier Dolan) : Simon
- Rachel Blanchard (VQ : Catherine Bonneau) : Rachel, la mère de Simon
- Kenneth Welsh (VQ : Vincent Davy) : Morris
- Scott Speedman (VQ : Nicolas Charbonneaux-Collombet) : Tom, l'oncle de Simon
- Arsinée Khanjian (VQ : Élise Bertrand) : Sabine, la professeure de français
- Noam Jenkins (VQ : Martin Watier) : Sami, le père de Simon
- Thomas Hauff (VQ : Jacques Lavallée) : Nick
- Katie Boland (VQ : Kim Jalabert) : Hannah
- Hailee Sisera : Jennifer
- Geraldine O'Rawe (VQ : Valérie Gagné) : Carole
- Duane Murray : Agent de sécurité du parking
- Dominic Cuzzocrea : Chauffeur de taxi
- Aaron Poole (VQ : Renaud Paradis) : Daniel
- Soo Garay : Anna / fille
- Priscilla Poland : Vanessa

## Distinctions

### Récompenses
- Festival de Cannes 2008 : Prix du jury œcuménique[2]. Il sort en avril 2009 en France et en mai 2009 aux États-Unis.

### Nomination
- Festival de Cannes 2008 : En compétition pour la Palme d'or